# Nyeds landskommun
Nyeds landskommun var en tidigare kommun i Värmlands län.

## Administrativ historik
Kommunen inrättades i Nyeds socken i Nyeds härad i Värmland när 1862 års kommunalförordningar trädde i kraft den 1 januari 1863.
Vid kommunreformen 1952 bildade den "storkommun" genom sammanläggning med de tidigare landskommunerna Alster och Älvsbacka. Området ingår sedan 1971 i Karlstads kommun.
I kommunen inrättades 22 februari 1946 Molkoms municipalsamhälle som upplöstes 31 december 1958.
Molkom var kommunens centralort.

### Kyrklig tillhörighet
I kyrkligt hänseende tillhörde kommunen Nyeds församling. Den 1 januari 1952 tillkom Alsters församling och Älvsbacka församling. Sedan 2006 omfattar Alster-Nyedsbygdens församling samma område som Nyeds landskommun efter 1952.

## Kommunvapnet
Blasonering: I fält av guld en svart kolmila med miltrappa, block och strävor av silver samt åtföljd ovan av två och nedan av ett kors, alla röda med svagt utböjda armar.
Milan kommer från ett sigill som använts tidigare i Nyeds historia. Milan användes för att producera träkol som användes i järnframställningen. De tre korsen symboliserar de tre församlingarnas kyrkor som ingick i kommunen, Alster, Nyed och Älvsbacka.
Vapnet fastställdes 1954.

## Geografi
Nyeds landskommun omfattade den 1 januari 1952 en areal av 526,55 km², varav 469,64 km² land.

### Tätorter i kommunen 1960
| Tätort    | Folkmängd |
| --------- | --------- |
| Molkom    | 1 119     |
| Blombacka | 369       |
| Lindfors  | 235       |

Tätortsgraden i kommunen var den 1 november 1960 29,9 procent.

## Politik

### Mandatfördelning i valen 1938-1966
| 13 | 6 | 4 | 2 |

| 25 |

|  | 12 | 6 | 4 | 2 |

| 24 |

|  | 11 | 8 | 4 |  |

| 23 |

| 18 | 12 | 8 | 2 |

| 36 |

|  | 18 | 10 | 6 | 5 |

| 37 |

|  | 18 | 11 | 5 | 5 |

| 37 |

| 20 | 11 | 5 | 4 |

| 36 |

|  | 17 | 12 | 5 | 5 |

| 31 | 9 |